# Leticia
Leticia is een gemeente en kleine Colombiaanse stad bij het drielandenpunt van Colombia, Peru en Brazilië. De stad ligt in het uiterste zuiden van het land, in het departement Amazonas in het Amazonebekken. De stad heeft ongeveer 35.000 inwoners.
Begin 1933 waren er gevechten tussen Colombia en Peru, die beide het stadje als hun gebied claimden, maar uiteindelijk werd de zaak na tussenkomst van de Volkenbond vreedzaam opgelost, waarbij op 24 mei 1934 Leticia aan Colombia werd toegewezen.
Vanaf Leticia is het mogelijk om de rivier de Amazone op te varen en zo het oerwoud te leren kennen. De locatie is bereikbaar per vliegtuig. Voor toeristen wordt een speciale milieubelasting geheven.